# Alia Bhatt
Pour les articles homonymes, voir Bhatt (homonymie).
Alia Bhatt (née le 15 mars 1993) est une actrice britannique d'origine indienne qui travaille principalement dans le cinéma hindi. Connue pour ses personnages féminins forts et complexes, elle a reçu plusieurs distinctions, dont un National Film Award et six Filmfare Awards. Elle fait partie des actrices les mieux payées d'Inde. Le magazine Time lui a décerné le Time100 Impact Award en 2022 et l’a classée parmi les 100 personnes les plus influentes au monde en 2024.
Née dans la famille Bhatt, elle est la fille du réalisateur Mahesh Bhatt et de l’actrice Soni Razdan. Elle fait ses débuts d’actrice enfant dans le thriller Sangharsh (1999), avant d’obtenir son premier rôle principal dans le film pour adolescents Student of the Year (2012) de Karan Johar. Elle remporte le Filmfare Critics Award de la meilleure actrice pour son rôle de victime de kidnapping dans le drame routier Highway (2014), et consolide ensuite sa carrière avec plusieurs rôles principaux dans des films romantiques produits par le studio Dharma Productions de Johar.
Bhatt remporte le Filmfare Award de la meilleure actrice pour ses rôles de paysanne toxicomane dans le drame criminel Udta Punjab (2016), d'espionne infiltrée dans le thriller Raazi (2018), de petite amie possessive dans le drame musical Gully Boy (2019), et pour le rôle-titre d'une maquerelle mafieuse dans le biopic Gangubai Kathiawadi (2022). Ce dernier rôle lui vaut également le National Film Award de la meilleure actrice. Elle se lance dans la production avec la comédie noire Darlings (2022), et connaît ses plus grands succès commerciaux avec le film fantastique Brahmāstra: Part One – Shiva (2022) et la comédie romantique Rocky Aur Rani Kii Prem Kahaani (2023). Ce dernier film lui permet de remporter un cinquième Filmfare Award de la meilleure actrice, égalant un record du plus grand nombre de trophées dans cette catégorie avec les actrices Nutan et Kajol.
En plus de sa carrière d’actrice, Bhatt soutient diverses œuvres caritatives et est une investisseuse ainsi qu’une ambassadrice de marque très en vue. Elle fonde en 2017 une initiative écologique nommée CoExist, une maison de production, Eternal Sunshine Productions, en 2019, et une marque de vêtements durables, Ed-a-Mamma, en 2022. Elle a également chanté huit chansons de ses films, dont le single "Samjhawan Unplugged" en 2014. Elle est mariée à l’acteur Ranbir Kapoor, avec qui elle a une fille.

## Biographie

### Famille et jeunesse
Alia Bhatt est née dans la famille Bhatt le 15 mars 1993 à Bombay, en Inde. Elle est la fille du réalisateur indien Mahesh Bhatt et de l’actrice britanno-indienne Soni Razdan. Son père est d’origine gujaratie hindou de la caste brahmane, tandis que sa mère est née d'un père cachemiri brahmane et d'une mère britannique et allemande. Bhatt possède la nationalité britannique. Elle est la petite-fille du producteur-réalisateur Nanabhai Bhatt. Elle a une sœur aînée, Shaheen, ainsi que deux demi-frères et sœurs, Pooja et Rahul Bhatt. L’acteur Emraan Hashmi et le réalisateur Mohit Suri sont ses cousins paternels, tandis que le producteur Mukesh Bhatt est son oncle. Elle a été scolarisée à la Jamnabai Narsee School, mais a abandonné ses études en classe de terminale pour se consacrer à sa carrière d’actrice.
En décrivant son enfance, Bhatt a déclaré : « J’ai eu une éducation assez simple et modeste. Je n’ai pas bénéficié des privilèges que l’on imagine quand on pense à la fille de Mahesh Bhatt. » En grandissant, elle n’était pas proche de son père ; Soni Razdan a affirmé qu’elle avait principalement élevé ses enfants seule, son mari n’étant que peu impliqué dans leur vie. Bhatt a expliqué que, durant son enfance, « son absence ne [lui] manquait pas vraiment car [elle] ne l’avait jamais vraiment eu », ajoutant qu’ils ne s’étaient rapprochés qu’après le début de sa carrière d’actrice.
Bhatt rêvait d’être actrice dès son plus jeune âge, affirmant que sa passion avait commencé en répétant avec la chorale de son école maternelle. Elle a ensuite pris des cours de danse à l’institut de Shiamak Davar. Son premier rôle à l’écran remonte à l’âge de cinq ans, dans Sangharsh (1999), une production de son père, où elle jouait brièvement la version enfant du personnage incarné par Preity Zinta. En évoquant cette expérience, Bhatt a plus tard reconnu qu’elle n’en gardait que très peu de souvenirs. À neuf ans, elle a passé une audition pour un rôle dans le film Black (2005) de Sanjay Leela Bhansali, mais n’a pas été retenue. Trois ans plus tard, Bhansali l’avait choisie, aux côtés de Ranbir Kapoor (de dix ans son aîné), pour leurs débuts dans un projet intitulé Balika Vadhu, qui fut finalement abandonné.

### Débuts cinématographiques et percée (2012–2015)
Alia Bhatt a décroché son tout premier rôle principal en 2012 dans le film pour adolescents Student of the Year de Karan Johar, aux côtés de deux autres débutants, Sidharth Malhotra et Varun Dhawan. Elle a passé une audition parmi 500 filles et n’a été retenue par Johar qu’à condition de perdre 16 kg, ce qu’elle a fait en trois mois. Elle y interprète une adolescente sophistiquée prise dans un triangle amoureux. Anupama Chopra du Hindustan Times a relevé des similitudes entre son personnage et celui de Kareena Kapoor dans La Famille Indienne (2001), mais a noté que son interprétation manquait de "l’attitude percutante" de cette dernière. Lisa Tsering du Hollywood Reporter l’a jugée "effacée", la trouvant "maladroite dans les séquences de danse" avec des "expressions limitées". Le film a engrangé environ 960 millions de roupies (environ 10,2 millions d’euros) au box-office, devenant un succès commercial.
Déçue par les critiques adressées à Student of the Year, Bhatt tenait à jouer un rôle plus exigeant. Elle le trouve dans Highway (2014), un film initiatique d’Imtiaz Ali, où elle incarne une jeune femme issue d’un milieu aisé, qui développe le syndrome de Stockholm après avoir été enlevée par un criminel (joué par Randeep Hooda). Elle prend alors des cours de diction pour améliorer son hindi, et le rôle lui demande un réel engagement physique et émotionnel. Ali tourne le film dans l’ordre chronologique, et plusieurs scènes sont improvisées selon ses réactions. Elle confie que de nombreux aspects du parcours de son personnage reflétaient sa propre expérience, car c’était la première fois qu’elle vivait des situations éloignées de son confort habituel. Ronnie Scheib de Variety a salué son jeu, la trouvant touchante et intelligente. Le film n’a pas très bien marché au box-office, mais elle a remporté le Filmfare Critics Award de la meilleure actrice, ainsi qu’une nomination au Filmfare Award de la meilleure actrice (remporté par Kangana Ranaut pour Queen). La même année, elle est l’héroïne du court-métrage Going Home, réalisé par Vikas Bahl pour Vogue India, dans le cadre d’une campagne de sensibilisation à la sécurité des femmes.
Toujours en collaboration avec la société Dharma Productions de Karan Johar, Bhatt joue dans les films romantiques 2 States et Humpty Sharma Ki Dulhania (tous deux en 2014). 2 States est une adaptation du roman de Chetan Bhagat du même nom, racontant l’histoire de deux étudiants en gestion (joués par Bhatt et Arjun Kapoor) dont les familles s’opposent à leur union. Pour son rôle de jeune femme tamoule déterminée, elle apprend à dire ses répliques en tamoul avec l’aide d’un coach. Shubhra Gupta du Indian Express l’a décrite comme "naturelle, fraîche et à l’aise". Dans Humpty Sharma Ki Dulhania, réalisé par Shashank Khaitan et dans lequel elle retrouve Varun Dhawan, elle incarne une jeune femme qui entretient une liaison avant son mariage. Le film est un hommage assumé à Dilwale Dulhania Le Jayenge (1995) selon Johar. Pour India Today, Rohit Khilnani juge qu’elle livre "l’une de ses meilleures performances", tandis que Nandini Ramnath de Mint estime qu’elle manque de subtilité, se sentant plus à l’aise dans des scènes très dialoguées. Les deux films sont des succès commerciaux, chacun rapportant plus d’un milliard de roupies (environ 10,6 millions d’euros) à l’échelle mondiale. Le succès de ses films en 2014 assoit véritablement sa carrière.
Bhatt retrouve le réalisateur Vikas Bahl pour la comédie romantique Shaandaar, sortie en 2015, où elle joue aux côtés de Shahid Kapoor. Le film raconte une histoire d’amour entre deux insomniaques lors d’un mariage. Ce dernier est un échec commercial.

### Consécration en tant qu’actrice (2016–2021)
Bhatt a commencé l’année 2016 avec un rôle secondaire dans le drame choral Kapoor & Sons de Shakun Batra, aux côtés de Sidharth Malhotra et Fawad Khan. Le film a connu un succès critique et commercial. Elle a ensuite incarné une migrante pauvre du Bihar abusée sexuellement dans Udta Punjab (2016), un drame policier sur la toxicomanie écrit et réalisé par Abhishek Chaubey. Ce rôle intense marquait une rupture avec les personnages plutôt légers qu’elle avait jusque-là interprétés. Pour s’y préparer, elle a regardé des documentaires sur la drogue et appris à parler un dialecte bihari. La représentation de la drogue dans le film a suscité des controverses et de la censure en Inde. La performance de Bhatt a été saluée par la critique. Raja Sen de Rediff.com a écrit qu’elle "s’engage pleinement dans son accent, affronte la partie la plus déplaisante du film, et est époustouflante lors d’un discours enflammé qui élève tout le film à un autre niveau". Elle a ensuite joué une jeune femme troublée qui consulte un thérapeute (joué par Shahrukh Khan) dans le film initiatique Dear Zindagi (2016) de Gauri Shinde. Pour IndieWire, Anisha Jhaveri a loué la manière dont elle a donné à l’angoisse des milléniaux "une véritable profondeur". Udta Punjab et Dear Zindagi ont valu à Bhatt une double nomination au Filmfare Award de la meilleure actrice, le remportant pour le premier.
La série de succès s’est poursuivie avec Badrinath Ki Dulhania (2017), une comédie romantique qui la réunit avec Khaitan et Dhawan. L’histoire suit une jeune femme indépendante (Bhatt) qui refuse de se plier aux attentes patriarcales de son fiancé chauviniste (Dhawan). Rachel Saltz du New York Times a souligné le message du film sur l’égalité des sexes, écrivant : "Sans jamais tomber dans les clichés de l’héroïne bollywoodienne combative, [Bhatt] incarne avec aisance cette chose admirable : une femme moderne." Elle a obtenu une nouvelle nomination au Filmfare de la meilleure actrice. Dans le thriller d’espionnage Raazi (2018) de Meghna Gulzar, Bhatt incarne Sehmat Khan, une espionne cachemirie mariée à un officier pakistanais (joué par Vicky Kaushal). Le film, qui se déroule pendant la guerre indo-pakistanaise de 1971, est une adaptation du roman Calling Sehmat de Harinder Sikka. Le tournage, entièrement réalisé en 48 jours, a laissé Bhatt émotionnellement épuisée. Anna M. M. Vetticad de Firstpost a estimé qu’elle affichait "la maturité et la confiance d’une vétérante devant la caméra". Pour le journal Film Quarterly, Bilal Qureshi a jugé que sa performance saisissait bien les thèmes humanistes du film. Raazi a été l’un des films en hindi les plus lucratifs dirigés par une femme, et son succès a permis à Box Office India de créditer Bhatt comme l’actrice la plus performante du cinéma hindi contemporain. Elle a remporté un second Filmfare Award de la meilleure actrice.
Au début de 2019, Bhatt a lancé sa propre société de production, Eternal Sunshine Productions. Cette même année, elle est apparue pour la première fois aux côtés de Ranveer Singh dans Gully Boy de Zoya Akhtar, un drame musical inspirée de la vie des rappeurs de rue Divine et Naezy. Elle a suivi des ateliers pour apprendre le dialecte hindi de Bombay afin d’improviser sur le plateau. Le film a été présenté au 69e Festival international du film de Berlin. Pour Screen International, Lee Marshall a estimé que "c’est la performance aiguisée de Bhatt qui porte avec succès le mélange d’humour ironique, de romance et de commentaire social que propose Gully Boy." Avec des recettes mondiales dépassant les 2,37 milliards de roupies (environ 21,3 millions d’euros), le film est devenu la plus grande réussite commerciale de Bhatt à ce jour. Gully Boy a remporté un record de 13 Filmfare Awards, et Bhatt a reçu son troisième trophée de meilleure actrice.
Le drame choral d'époque Kalank (2019) marque une nouvelle collaboration avec Varun Dhawan, et le film au plus gros budget de Bhatt jusque-là. Elle y incarne le rôle de Roop, une jeune femme rajpoute issue d’un milieu modeste qui est poussée à épouser l'époux d'une cousine éloignée mourante (joués par Aditya Roy Kapoor et Sonakshi Sinha), mais qui au fil du temps, tombe amoureuse d’un musulman (joué par Dhawan), naviguant entre amour, trahison et conflits sociaux dans un contexte de tensions communautaires avant et après la Partition des Indes. Figurent au casting également Sanjay Dutt et Madhuri Dixit. Bhatt a regardé les films Mughal-e-Azam (1960) et Umrao Jaan (1981) pour apprendre le langage corporel des femmes de l’époque ; pour améliorer son ourdou, elle a regardé la série télé pakistanaise Zindagi Gulzar Hai. Shubhra Gupta a déploré qu’elle soit "regardable, mais de plus en plus, irritante de familiarité". Le film n’a pas bien marché au box-office.
Bhatt a ensuite joué dans Sadak 2 (2020), suite du film policier de son père Sadak (1991), qui, en raison de la pandémie de COVID-19 en Inde, n’a pas été distribué en salles mais diffusé sur Disney+ Hotstar. La mort de Sushant Singh Rajput a déclenché un débat sur le népotisme dans le cinéma hindi ; ses fans ont accusé Bhatt d’être l’une des bénéficiaires du népotisme et de s’être un jour exprimée de façon méprisante sur Rajput dans l’émission Koffee with Karan de Johar. Cela a conduit à un vote de masse négatif sur la bande-annonce du film sur YouTube, qui est devenu à ce moment-là la deuxième vidéo la plus détestée. Le film a reçu des critiques négatives, et Pallabi Dey Purkayastha du Times of India a jugé la performance de Bhatt "strictement moyenne, selon ses propres standards élevés".

### Consolidation de sa carrière (2022–présent)
Bhatt a connu un succès accru en 2022. Elle a incarné le rôle-titre dans le biopic Gangubai Kathiawadi de Sanjay Leela Bhansali (2022), présenté au 72e Festival international du film de Berlin. Elle y incarne Gangubai Harjeevandas, une militante indienne, prostituée et tenancière d'une maison close dans le quartier de Kamathipura à Mumbai dans les années 1960. Pour se préparer, elle a étudié le travail de l’actrice Meena Kumari et regardé des films tels que Mandi (1983) et Mémoires d'une Geisha (2005). En réponse aux spéculations des médias selon lesquelles Bhatt aurait été mal choisie pour un rôle aussi affirmé, Saibal Chatterjee de NDTV a estimé que "l’actrice dissipe tous les doutes avec une performance merveilleusement vivante". De plus, Stutee Ghosh de The Quint l’a louée pour sa "rare combinaison d’innocence et de colère sourde à couper le souffle". Ce film est devenu son troisième à dépasser les 2 milliards de roupies (environ 1,8 million d’euros) de recettes mondiales. The Guardian a inclus sa performance dans sa liste des meilleures performances cinématographiques de tous les temps, et elle a reçu son quatrième Filmfare Award de la meilleure actrice, ainsi que le National Film Award de la meilleure actrice (partagé avec Kriti Sanon pour Mimi). La professeure de culture Rachel Dwyer a noté que "Meena Kumari était une héroïne du cinéma post-indépendance [tout comme] Alia Bhatt l’est du post-Bollywood d’aujourd’hui".
La même année, Bhatt a eu un rôle bref dans le film historique en télougou RRR, avec N. T. Rama Rao Jr. et Ram Charan. Bien qu’elle ait appris à parler ses dialogues dans cette langue, un doubleur a prêté sa voix. Ce film est devenu le troisième film indien le plus lucratif de tous les temps. Elle a ensuite joué une victime de violences conjugales dans la comédie noire Darlings de Netflix, qui a marqué sa première production sous sa société Eternal Sunshine Productions. Namrata Joshi l’a trouvée "parfaitement à l’aise dans le rôle d’une fille ordinaire d’un chawl de Mumbai". Le film est devenu le film indien le plus regardé au monde lors de son premier week-end sur Netflix et lui a valu le Filmfare OTT Award de la meilleure actrice dans un film original en web. Dans sa dernière sortie de 2022, Bhatt a joué aux côtés de Ranbir Kapoor dans le film fantastique Brahmāstra : Part One – Shiva d’Ayan Mukerji. Premier volet d’une trilogie prévue, le film a nécessité cinq ans de tournage. Avec un budget de production et marketing d’environ 4 milliards de roupies (environ 37 millions d’euros), c’est l’un des films indiens les plus coûteux. Simon Abrams de TheWrap a regretté que Bhatt soit sous-exploitée dans un rôle mal écrit et n’ait pas eu de bonne alchimie avec Kapoor. Le film a rapporté 4,31 milliards de roupies (environ 40 millions d’euros), devenant le film hindi le plus lucratif de 2022.
Bhatt a retrouvé Karan Johar pour sa comédie romantique Rocky Aur Rani Kii Prem Kahaani (2023), avec Ranveer Singh. Le tournage et la sortie ont été retardés de quelques mois en raison de sa grossesse. Saluant son apparence dans le film, Shomini Sen de WION a estimé que Bhatt avait réussi à améliorer un personnage prévisible, bien qu’elle ait préféré le rôle plus important de Singh. Avec plus de 3,5 milliards de roupies (environ 32 millions d’euros) de recettes mondiales, le film est devenu le septième film hindi le plus lucratif de l’année. Elle a remporté son cinquième Filmfare Award de la meilleure actrice, égalant le record de victoires dans cette catégorie détenu par Nutan et Kajol. La même année, Bhatt a fait ses débuts dans le cinéma américain avec Agent Stone, un film d’espionnage Netflix avec Gal Gadot et Jamie Dornan. Jouant une hackeuse informatique, elle a réalisé ses premières scènes d’action en étant enceinte. Les critiques ont désapprouvé le film ; Kate Erbland d’IndieWire a écrit que Bhatt "joue un rôle écrit de manière tellement superficielle qu’il en devient insultant". Le film a toutefois eu un bon nombre de vues sur Netflix.
Bhatt s’est attachée comme productrice exécutive à la série dramatique policière Poacher pour sa sortie en streaming sur Amazon Prime Video en 2024, après sa première au Festival du film de Sundance 2023. Dans Jigra, un thriller d’action produit par Dharma Productions et sa société Eternal Sunshine, elle incarne une femme troublée qui tente de sauver son frère (joué par Vedang Raina) d’une prison d’Asie de l’Est. Bhatt a expliqué qu’elle avait été attirée par ce personnage protecteur en raison de la naissance récente de sa fille. Dans une critique mitigée du film, Saibal Chatterjee a jugé cette prestation comme l’une de ses moins bonnes, mais a salué sa prestation atypique d’un personnage héroïque défiant les normes de genre. Jigra a été un échec commercial.
Bhatt rejoindra bientôt l’univers d’espionnage YRF dans un épisode centré sur une héroïne intitulé Alpha, et retrouvera Bhansali pour le drame romantique Love & War, aux côtés de Ranbir Kapoor et Vicky Kaushal.

## Films
| Year | Title                           | Role                | Notes | Ref.   |
| ---- | ------------------------------- | ------------------- | --- | ------ |
| 1999 | Sangharsh                       | Reet Oberoi enfant  | version enfant du personnage incarné par Preity Zinta                                                         | [ 33 ] |
| 2012 | Student of the Year             | Shanaya Singhania   | Nomination - Filmfare Award du meilleur espoir féminin                                                        | [ 34 ] |
| 2014 | Highway                         | Veera Tripathi      | Lauréate - Filmfare Critics Award de la meilleure actrice Nomination - Filmfare Award de la meilleure actrice | [ 35 ] |
| 2014 | 2 States                        | Ananya Swaminathan  | | [ 36 ] |
| 2014 | Humpty Sharma Ki Dulhania       | Kavya Pratap Singh  | | [ 37 ] |
| 2014 | Ugly                            | Young Shalini       | caméo | [ 38 ] |
| 2014 | Going Home                      | Herself             | court-métrage                                                                                                 | [ 39 ] |
| 2015 | Shaandaar                       | Alia Arora          | | [ 40 ] |
| 2016 | Kapoor & Sons                   | Tia Malik           | | [ 41 ] |
| 2016 | Udta Punjab                     | Mary Jane           | Lauréate - Filmfare Award de la meilleure actrice                                                             | [ 42 ] |
| 2016 | Ae Dil Hai Mushkil              | DJ                  | Caméo | [ 43 ] |
| 2016 | Dear Zindagi                    | Kaira               | Nomination - Filmfare Award de la meilleure actrice                                                           | [ 44 ] |
| 2017 | Badrinath Ki Dulhania           | Vaidehi Trivedi     | Nomination - Filmfare Award de la meilleure actrice                                                           | [ 45 ] |
| 2018 | Raazi                           | Sehmat Khan         | Lauréate - Filmfare Award de la meilleure actrice (2)                                                         | [ 46 ] |
| 2018 | Zero                            | elle-même           | caméo | [ 47 ] |
| 2019 | Gully Boy                       | Safeena Firdausi    | Lauréate - Filmfare Award de la meilleure actrice (3)                                                         | [ 48 ] |
| 2019 | Kalank                          | Roop                | | [ 49 ] |
| 2019 | Student of the Year 2           | Herself             | apparition spéciale dans la chanson ''Hook-up Song''                                                          | [ 50 ] |
| 2020 | Sadak 2                         | Aarya Desai         | | [ 51 ] |
| 2022 | Gangubai Kathiawadi             | Gangubai Kathiawadi | Lauréate - Filmfare Award de la meilleure actrice (4) Lauréate - National Film Award de la meilleure actrice  | [ 52 ] |
| 2022 | RRR                             | Sita                | film télougou                                                                                                 | [ 53 ] |
| 2022 | Darlings                        | Badru Qureshi       | aussi productrice                                                                                             | [ 54 ] |
| 2022 | Brahmāstra: Part One – Shiva    | Isha Chatterjee     | | [ 55 ] |
| 2023 | Rocky Aur Rani Kii Prem Kahaani | Rani Chatterjee     | Lauréate - Filmfare Award de la meilleure actrice (5)                                                         | [ 56 ] |
| 2023 | Agent Stone                     | Keya Dhawan         | film américain                                                                                                | [ 57 ] |
| 2024 | Jigra                           | Satyabhama Anand    | aussi productrice                                                                                             | [ 58 ] |

## Distinctions
| Année | Organisation                   | Catégorie                                                               | Film                      | Résultat   |
| ----- | ------------------------------ | ----------------------------------------------------------------------- | ------------------------- | ---------- |
| 2013  | Lions Gold Awards              | Meilleur espoir féminin                                                 | Student of the Year       | Lauréat    |
| 2013  | Screen Awards                  | Meilleur espoir féminin                                                 | Student of the Year       | Nomination |
| 2013  | Zee Cine Awards                | Meilleur espoir féminin                                                 | Student of the Year       | Nomination |
| 2013  | Filmfare Awards                | Meilleur espoir féminin                                                 | Student of the Year       | Nomination |
| 2013  | Stardust Awards                | Superstar féminine de demain                                            | Student of the Year       | Nomination |
| 2013  | Producers Guild Film Awards    | Meilleur espoir féminin                                                 | Student of the Year       | Nomination |
| 2013  | The Times of India Film Awards | Meilleur espoir féminin                                                 | Student of the Year       | Nomination |
| 2014  | Stardust Awards                | Superstar féminine de demain                                            | Highway                   | Lauréat    |
| 2014  | Stardust Awards                | Meilleure actrice                                                       | Highway                   | Nomination |
| 2014  | Stardust Awards                | Meilleure actrice dans un film dramatique                               | Highway                   | Nomination |
| 2014  | BIG Star Entertainment Awards  | Meilleur divertissement social pour une actrice dans un film dramatique | Highway                   | Nomination |
| 2014  | BIG Star Entertainment Awards  | Meilleur divertissement de l'année                                      | 2 States                  | Lauréat    |
| 2014  | BIG Star Entertainment Awards  | Meilleur divertissement pour une actrice dans un film romantique        | 2 States                  | Lauréat    |
| 2014  | BIG Star Entertainment Awards  | Meilleur divertissement social pour une actrice                         | 2 States                  | Nomination |
| 2014  | Stardust Awards                | Meilleure actrice dans une comédie romantique                           | Humpty Sharma Ki Dulhania | Lauréat    |
| 2014  | BIG Star Entertainment Awards  | Meilleure divertissement pour une actrice dans un film romantique       | Humpty Sharma Ki Dulhania | Nomination |
| 2014  | BIG Star Entertainment Awards  | Star la plus divertissante de l'année                                   | —                         | Lauréat    |
| 2015  | Star Guild Awards              | Meilleure actrice                                                       | Highway                   | Nomination |
| 2015  | Star Guild Awards              | Meilleure actrice                                                       | 2 States                  | Nomination |
| 2015  | Screen Awards                  | Meilleure actrice pour un choix populaire                               | 2 States                  | Nomination |
| 2015  | Screen Awards                  | Meilleure actrice                                                       | Highway                   | Nomination |
| 2015  | Filmfare Awards                | Meilleure actrice                                                       | Highway                   | Nomination |
| 2015  | Filmfare Awards                | Meilleure actrice - critiques                                           | Highway                   | Lauréat    |
| 2015  | IIFA Awards                    | Meilleure actrice                                                       | 2 States                  | Nomination |